# NGC 3622
NGC 3622 је спирална галаксија у сазвежђу Велики медвед која се налази на NGC листи објеката дубоког неба.
Деклинација објекта је + 67° 14' 31" а ректасцензија 11h 20m 12,2s. Привидна величина (магнитуда) објекта NGC 3622 износи 12,8 а фотографска магнитуда 13,7. NGC 3622 је још познат и под ознакама UGC 6339, CGCG 314-20, IRAS 11171+6730, PGC 34692.